# Warrior King
Warrior King, de son vrai nom Mark Dyer, est un chanteur de reggae jamaïcain né le 27 juillet 1979 à Kingston. 
Warrior King s'est fait connaitre en 2001, grâce à son single Virtuous Woman, qui a connu un grand succès. Depuis, il a sorti deux albums: Virtuous Woman (2002) et Hold The Faith (2005), qui sont tous les deux très appréciés par le public. Il étudie actuellement les Droits de l'homme et la culture de l'Afrique, mais cela n'empêche pas ses apparitions sur scène.

## Biographie
La carrière musicale de Warrior King a commencé au lycée, où il a joué dans des spectacles de talents. À cette époque, il suivait le style musical de l'artiste reggae Bounty Killer. 
Au fil du temps, son style a évolué, aboutissant finalement à son palmarès international, Virtuous Woman, en 2001 (produit par Michael "Mikey John" Johnson) pour Lion Paw Productions. En octobre 2001, cette chanson était n °1 du palmarès du reggae jamaïcain, ainsi que du palmarès des 30 meilleurs singles du reggae de New York. En 2002, son premier album, Virtuous Woman, a été publié par VP Records et a passé neuf semaines sur les charts Billboard.com. Cet album comprenait les chansons Jah is always, there, Empress so divine, Rough Road. De nombreux producteurs bien établis de l'industrie du reggae ont contribué à cet album, notamment Sheldon 'Calibud' Stewart (Sizzla Kalonji), Lion Paw (Luciano et Junior Kelly) et Penthouse (Buju Banton et Beres Hammond). 
En 2005, il sort son second album Hold The Faith toujours chez VP Records, qui inclut des singles comme My Life, Baby Girl, Can't Get Me Down. Sa musique est devenue connue, non seulement dans sa Jamaïque natale, mais également à Tokyo, à Londres, à New York et en Afrique.  
Dans son album de 2009, Love is in the Air, figurait le succès "Wanna Give You Love", qui a passé deux semaines au sommet du palmarès des 25 meilleures chansons de Reggae de Jamaica Music Countdown. 
En septembre 2011, il a publié un nouvel album intitulé Tell me how me Sound, qui contient des chansons telles que Jah est The Only One et System is Crazy.

## Discographie

### Albums
- 2002 - Virtuous Woman
- 2005 - Hold The Faith
- 2009 - Love Is In The Air